# Cristian Rodríguez (piłkarz)
Cristian Gabriel Rodríguez Barotti (ur. 30 września 1985 w Montevideo) – urugwajski piłkarz grający na pozycji ofensywnego pomocnika.

## Kariera klubowa
Rodríguez pochodzi z Montevideo i tam też rozpoczął karierę w klubie CA Peñarol. W jego barwach w 2002 zadebiutował w lidze urugwajskiej, jednak dopiero w 2003 wywalczył sobie miejsce w podstawowym składzie i wtedy też po raz pierwszy w karierze zdobył mistrzostwo Urugwaju. Na początku 2005 piłkarz leczył kontuzję i ani razu nie pojawił się na boisku, a latem odszedł z zespołu.
Latem 2005 za 500 tysięcy euro Rodríguez przeszedł do francuskiego Paris Saint-Germain. W Ligue 1 zadebiutował dopiero 3 grudnia w przegranym 0:2 spotkaniu z Olympique Lyon. W PSG grał jednak mało (zaledwie 11 meczów, z czego 4 zaczynał w pierwszym składzie), ale zdołał osiągnąć sukces, jakim było wywalczenie Pucharu Francji. W sezonie 2006/2007 wystąpił w rozgrywkach Pucharu UEFA, a jego klub w którym zagrał w tym sezonie 25 meczów utrzymał się w pierwszej lidze. W PSG grał wraz z rodakiem, Carlosem Bueno.
Latem 2007 na zasadzie wolnego transferu Rodríguez przeszedł do SL Benfica, gdzie miał zastąpić na lewym skrzydle Simão Sabrosę, który odszedł do Atlético Madryt. W 2008 przeniósł się natomiast do FC Porto. W sezonie 2012/2013 będzie reprezentował barwy hiszpańskiego Atlético Madryt, do którego trafił na zasadzie wolnego transferu
| Sezon   | Klub                | Kraj       | Rozgrywki                 | Mecze | Bramki |
| ------- | ------------------- | ---------- | ------------------------- | ----- | ------ |
| 2002    | CA Peñarol          | Urugwaj    | Primera División Uruguaya | 6     | 0      |
| 2003    | CA Peñarol          | Urugwaj    | Primera División Uruguaya | 21    | 2      |
| 2004    | CA Peñarol          | Urugwaj    | Primera División Uruguaya | 15    | 1      |
| 2005    | CA Peñarol          | Urugwaj    | Primera División Uruguaya | 0     | 0      |
| 2005/06 | Paris Saint-Germain | Francja    | Ligue 1                   | 11    | 0      |
| 2006/07 | Paris Saint-Germain | Francja    | Ligue 1                   | 25    | 1      |
| 2007/08 | SL Benfica          | Portugalia | Superliga                 | 24    | 6      |
| 2008/09 | FC Porto            | Portugalia | Superliga                 | 29    | 6      |
| 2009/10 | FC Porto            | Portugalia | Superliga                 | 18    | 4      |
| 2010/11 | FC Porto            | Portugalia | Superliga                 | 13    | 1      |
| 2011/12 | FC Porto            | Portugalia | Superliga                 | 10    | 1      |
| 2012/13 | Atlético Madryt     | Hiszpania  | Primera División          | 33    | 1      |
| 2013/14 | Atlético Madryt     | Hiszpania  | Primera División          | 20    | 1      |
| 2014/15 | Atlético Madryt     | Hiszpania  | Primera División          | 6     | 0      |

## Kariera reprezentacyjna
Reprezentacyjną karierę Rodríguez rozpoczął od występów w młodzieżowej drużynie Urugwaju U-21. W pierwszej reprezentacji zadebiutował 7 lipca 2004 roku, w meczu który Urugwaj zremisował 2:2 z Meksykiem w ramach turnieju Copa América 2004, w którym jego rodacy zajęli 3. miejsce. Natomiast w 2007 roku wystąpił w Copa América 2007 i tym razem zajął wraz ze swoją drużyną 4. pozycję.